# Rory Gallagher (album)
Rory Gallagher – debiutancki solowy album Rory’ego Gallaghera, wydany w 1971 roku po rozwiązaniu grupy Taste.
W 2000 roku płyta doczekała się zremasterowanej edycji, do której dołączone zostały dwa dodatkowe utwory: „Gypsy Woman” Muddy'ego Watersa i „It Takes Time” Otisa Rusha.

## Lista utworów
Wszystkie utwory autorstwa Gallaghera.
| 1.  | „Laundromat”              | 4:38  |
|     |                           |       |
| 2.  | „Just The Smile”          | 3:41  |
|     |                           |       |
| 3.  | „I Fall Apart”            | 5:12  |
|     |                           |       |
| 4.  | „Wave Myself Goodbye”     | 3:30  |
|     |                           |       |
| 5.  | „Hands Up”                | 5:25  |
|     |                           |       |
| 6.  | „Sinner Boy”              | 5:04  |
|     |                           |       |
| 7.  | „For The Last Time”       | 6:35  |
|     |                           |       |
| 8.  | „It's You”                | 2:38  |
|     |                           |       |
| 9.  | „I'm Not Surprised”       | 3:37  |
|     |                           |       |
| 10. | „Can't Believe It's True” | 7:16  |
|     |                           |       |
|     |                           | 47:36 |
|     |                           |       |

## Wykonawcy
- Rory Gallagher – wokal, gitary, harmonijka ustna
- Gerry McAvoy – gitara basowa
- Wilgar Campbell – bębny, instrumenty perkusyjne
- Vincent Crane – pianino